# Verkiezingen voor het Europees Parlement 1984/Kandidatenlijst/God Met Ons
Hieronder volgt de kandidatenlijst voor de Europese Parlementsverkiezingen 1984 van de God Met Ons.

## De lijst
1. Tine Cuijpers-Boumans
2. J. Hoogland
3. Th.F. Bakker
4. J. Kapteijn
5. A.H. Huyskes
6. P.C. Jacobi
7. E.L.A.van Nispen tot Pannerden